# Andalusia (Alabama)
Andalusia – miasto w południowo-wschodniej części Stanów Zjednoczonych, w Alabamie, stolica hrabstwa Covington. W roku 2023 miasto zamieszkiwało 8840 osób, a gęstość zaludnienia wynosiła 180 osób/km².

## Demografia
- Liczba ludności: 8840 (2023)[2]
- Gęstość zaludnienia: 180 os./km²
- Powierzchnia: 49,1 km²